# Portada/efemèride juliol 28
Gisèle Halimi
« 27 de juliol · 28 de juliol · 29 de juliol »